# Littérature victorienne

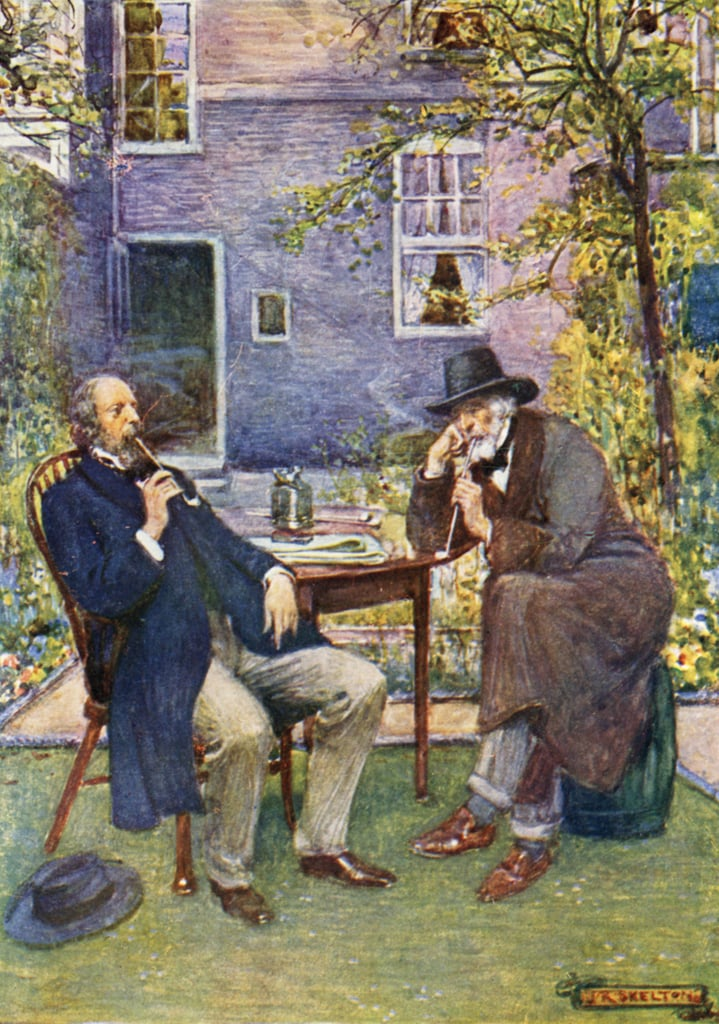
Tableau de J. R. Skelton intitulé "Carlyle et Tennyson parlaient et fumaient ensemble.", 1920

L'époque romantique (1760-1840), avec prédominance de la poésie, est suivie de l'époque victorienne (1837-1901). La littérature victorienne privilégie le genre littéraire du roman. Charles Dickens (1812–1870) domine la première partie du règne de Victoria : son premier ouvrage, Les Papiers posthumes du Pickwick Club, est publié en 1836 et son dernier, L'Ami commun, en 1864–5. L'ouvrage le plus connu de William Thackeray (1811–1863) La Foire aux vanités paraît en 1848 et les trois sœurs Brontë, Charlotte (1816–55), Emily (1818–48) et Anne (1820–49) Brontë, publient aussi des œuvres marquantes dans les années 1840. Un roman important est celui de George Eliot (1819–80), Middlemarch (1872), tandis que l'auteur de roman marquant de la fin du règne de Victoria est Thomas Hardy (1840–1928), dont le premier roman, Under the Greenwood Tree, paraît en 1872 et le dernier, Jude l'Obscur, en 1895.

## Poètes et écrivains ayant écrit à l'époque victorienne
- Matthew Arnold (1822–1888)
- Anne Brontë (1820–1849)
- Charlotte Brontë (1816–1855)
- Emily Brontë (1818–1848)
- Elizabeth Barrett Browning (1806–1861)
- Robert Browning (1812–1889)
- Samuel Butler (1835–1902)
- Thomas Carlyle (1795–1881)
- Lewis Carroll (1832–1898)
- Arthur Hugh Clough (1819–1861)
- Wilkie Collins (1824–1889)
- Charles Dickens (1812–1870)
- Sir Arthur Conan Doyle (1859–1930)
- George Eliot (1819–1880)
- Elizabeth Gaskell (1810–1865)
- George Gissing (1857–1903)
- Thomas Hardy (1840–1928)
- Gerard Manley Hopkins (1844–1889)
- A. E. Housman (1859–1936)
- Jean Ingelow (1820-1897)
- William Henry Giles Kingston (1814–1880)
- Rudyard Kipling (1865–1936)
- Letitia Elizabeth Landon (1802–1838)
- Thomas Babington Macaulay (1800–1859)
- Alice Meynell (1847-1922)
- Mary Louisa Molesworth (1839–1921)
- George Moore (1852–1933)
- William Morris (1834–1896)
- George Meredith (1828–1909)
- John Stuart Mill (1806–1873)
- Walter Pater (1839–1894)
- Coventry Patmore (1823–1896)
- Christina Rossetti (1830–1894)
- Dante Gabriel Rossetti (1828–1882)
- John Ruskin (1819–1900)
- George Bernard Shaw (1856–1950)
- Robert Louis Stevenson (1850–1894)
- Bram Stoker (1847–1912)
- Algernon Charles Swinburne (1837–1909)
- Alfred Tennyson (Lord) (1809–1892)
- Anthony Trollope (1815–1882)
- William Makepeace Thackeray (1811–1863)
- H.G. Wells (1866–1946)
- Oscar Wilde (1854–1900)
- William Butler Yeats (1865–1939)